# Quotidi de Capadòcia
Quotidi de Capadòcia hauria estat un sant i màrtir cristià, que, segons la llegenda, juntament amb altres companys de la mateixa regió, un dels quals potser es deia Eugeni, va ser martiritzat en un lloc incert de Capadòcia en data desconeguda.
El 1631 són esmentats per Cesare Baronio a la seva obra Martyrologium Romanum, que recull la tradició d'alguns martirologis antics. Només esmenta que Quotidi o Cotidi hauria estat un diaca, i que va ser martiritzat el 6 de setembre juntament amb un tal Eugeni i altres companys. D'acord amb l'obra Acta Sanctorum dels bol·landistes el 1748, hi havia algunes variants del relat, per exemple en el lloc de naixement de Quotidi, Reaten o Teriaten, ambdues ciutats inexistents a Capadòcia, com també l'existència del seu company Eugeni o que aquest fos un bisbe, potser per confusió amb Eugeni de Cartago.